# Tsultrim Gyatso
Tsultrim Gyatso (Transliteració Wylie: tshul khrim rgya mtsho, pinyin tibetà: Cüchim Gyaco, xinès: 楚臣嘉措) (Litang, 25 d'abril de 1816 - Lhasa, 30 de setembre de 1837) va ser el 10è Dalai-lama.
Tsultrim Gyatso va néixer el 29 de març de 1816 a Litang, un poble de la regió Kham. Els seus pares eren Lobsang Dakpa i Namgyal Bhuti.
En 1822 va ser reconegut com la reencarnació del Dalai Lama anterior (fou el primer Dalai Lama insaculat amb el procediment de l'urna daurada), i va ser entronitzat al palau de Potala, prenent el nom de Tsultrim Gyatso.
Va estudiar filosofia budista a la universitat de Drepung. En 1835 va prendre els vots de l'orde Gelug. Era estimat pel poble comú, mentre que entre la noblesa tibetana es feia impopular per l'augment constant dels impostos. Durant el seu regne no es van produir grans canvis. Es va reconstruir el palau de Potala.
Tsultrim Gyatso, que sempre havia estat malaltís, va morir l'1 de setembre de 1837 a Potala (suposadament morí somrient assegut en la postura tradicional de Buda), després d'una malaltia que havia començat unes setmanes abans. És possible que la seva mort es produí a causa d'enverinament progressiu.
Segons una altra versió, morí de seguida quan el sostre del seu compartiment s'esfondrà. Fou el segon Dalai Lama successiu que moria jove, abans d'haver assumit plens poders.